# Дупонт (Индијана)
Дупонт (енгл. Dupont) град је у америчкој савезној држави Индијана.

## Демографија
По попису из 2010. године број становника је 339, што је 53 (-13,5%) становника мање него 2000. године.
| Група             | 2000.       | 2010.       |
| Белци             | 368 (93,9%) | 323 (95,3%) |
| Афроамериканци    | 6 (1,5%)    | 7 (2,1%)    |
| Азијати           | 4 (1,0%)    | 0 (0,0%)    |
| Хиспаноамериканци | 9 (2,3%)    | 9 (2,7%)    |
| Укупно            | 392         | 339         |